# Raby George
Raby George, född 13 februari 1992 i Södertälje, är en svensk fotbollsspelare (mittfältare) som spelar för Trosa Vagnhärad SK.

## Karriär
George studerade på University of North Carolina at Chapel Hill och spelade för universitets fotbollslag, North Carolina Tar Heels. Han tog examen 2016.
I januari 2020 gick George till division 2-klubben Trosa Vagnhärad SK.